# Inégalité de Jensen
Pour les articles homonymes, voir Jensen.
Ne doit pas être confondu avec Formule de Jensen.
En mathématiques, et plus précisément en analyse, l’inégalité de Jensen est une relation utile et très générale concernant les fonctions convexes, due au mathématicien danois Johan Jensen et dont il donna la preuve en 1906. On peut l'écrire de deux manières : discrète ou intégrale. Elle apparaît notamment en analyse, en théorie de la mesure et en probabilités (théorème de Rao-Blackwell), mais également en physique statistique, en mécanique quantique et en théorie de l'information (sous le nom d'inégalité de Gibbs).
L'inégalité reste vraie pour les fonctions concaves, en inversant le sens. C'est notamment le cas pour la fonction logarithme, très utilisée en physique.

## Énoncé

### Forme discrète
Théorème — Inégalité de convexité

Soient {\displaystyle f} une fonction convexe, {\displaystyle (x_{1},\ldots ,x_{n})} un {\displaystyle n}-uplet de réels appartenant à l'intervalle de définition de {\displaystyle f} et {\displaystyle (\lambda _{1},\ldots ,\lambda _{n})} un {\displaystyle n}-uplet de réels positifs tels que
Alors,
De nombreux résultats élémentaires importants d'analyse s'en déduisent, comme l'inégalité arithmético-géométrique : si {\displaystyle (x_{1},\ldots ,x_{n})} est un {\displaystyle n}-uplet de réels strictement positifs, alors :

### Forme intégrale

#### Cas particulier
Inégalité de Jensen — Soient {\displaystyle g} une fonction continue de {\displaystyle [0,1]} dans {\displaystyle ]a,b[} (avec {\displaystyle -\infty \leqslant a<b\leqslant +\infty }) et {\displaystyle \varphi } une fonction convexe de {\displaystyle ]a,b[} dans {\displaystyle \mathbb {R} }. Alors,
Cet énoncé a un sens car sous ces hypothèses, l'intégrale de {\displaystyle g} appartient à {\displaystyle [a,b]} et {\displaystyle \varphi \circ g} est continue sur {\displaystyle [0,1]} donc intégrable.

#### Théorie de la mesure
Inégalité de Jensen, — Soient
- {\displaystyle (\Omega ,A,\mu )} un espace mesuré de masse totale {\displaystyle \mu (\Omega )} égale à {\displaystyle 1},
- {\displaystyle g} une fonction {\displaystyle \mu }-intégrable à valeurs dans un intervalle réel {\displaystyle I} et
- {\displaystyle \varphi } une fonction convexe de {\displaystyle I} dans {\displaystyle \mathbb {R} }.

Alors,
l'intégrale de droite pouvant être égale à {\displaystyle +\infty }.
Cet énoncé a un sens car sous ces hypothèses, l'intégrale de g appartient à I.
Lorsque {\displaystyle \varphi } est strictement convexe, les deux membres de cette inégalité sont égaux (si et) seulement si {\displaystyle g} est constante {\displaystyle \mu }-presque partout.
De ce théorème on déduit, soit directement,, soit via l'inégalité de Hölder, une relation importante entre les espaces Lp associés à une mesure finie de masse totale {\displaystyle M\neq 0} :
avec égalité si et seulement si {\displaystyle |f|} est constante presque partout.

#### Probabilités, statistiques
L'énoncé ci-dessus se transcrit dans le langage de la théorie des probabilités et de la statistique :
Inégalité de Jensen — Soit {\displaystyle f} une fonction convexe sur un intervalle réel {\displaystyle I} et {\displaystyle X} une variable aléatoire à valeurs dans {\displaystyle I}, dont l'espérance {\displaystyle \mathbb {E} (f(X))} existe. Alors,
On peut alors en déduire un résultat important de statistique : le théorème de Rao-Blackwell. En effet, si {\displaystyle L} est une fonction convexe, alors d'après l'inégalité de Jensen, 
{\displaystyle L(\mathbb {E} \{\delta (X)\})\leq \mathbb {E} \{L(\delta (X))\}\quad \Rightarrow \quad \mathbb {E} \{L(\mathbb {E} \{\delta (X)\})\}\leq \mathbb {E} \{L(\delta (X))\}.}
Si {\displaystyle \delta (X)} est un estimateur d'un paramètre non observé {\displaystyle \theta } étant donné un vecteur {\displaystyle X} des observables, et si {\displaystyle T(X)} est une statistique suffisante pour {\displaystyle \theta }, alors un estimateur plus performant, dans le sens de la minimisation des pertes, est donné par :
{\displaystyle \delta _{1}(X)=\mathbb {E} _{\theta }\{\delta (X')\,|\,T(X')=T(X)\},}
C'est-à-dire l'espérance de {\displaystyle \delta } par rapport à {\displaystyle \theta }, prise sur tous les vecteurs {\displaystyle X} compatibles avec la même valeur de {\displaystyle T(X)}.

## Démonstration
La démonstration historique de la forme discrète est une preuve (par un principe de récurrence alternatif) du cas où les coefficients sont égaux, complétée par un argument de densité de {\displaystyle \mathbb {Q} } dans {\displaystyle \mathbb {R} }. La forme intégrale dans le cadre de la théorie de la mesure (dont toutes les autres formes sont des cas particuliers) peut se déduire de la forme discrète par des arguments de densité[réf. nécessaire], mais la démonstration la plus courante est directe et repose sur l'existence, pour une fonction convexe, de suffisamment de minorantes affines,,.